# 이장재
이장재는 치의학 용어 중 하나로 수복치료 시 수복물의 화학적인 자극으로부터 상아질, 치수를 보호하기 위해 치아와 수복재료 사이에 이장재(liner)를 도포하면 방어층을 형성해주는 역할을 한다.
이장재(liner)는 수복물로부터 확산된 반응물, 수복재 누출로 인한 타액, 세균으로부터 보호를 위한 얇은 층의 막을 형성해 준다.
용액 이장재(soultion liner)와 현탁액 이장재(suspension liner)로 나뉘며 용액 이장재는 바니쉬(varnish)가 있고 현탁액 이장재는 수산화칼슘이 주성분인 Dycal 제품이 있다.